# The Kiss (film fra 1914)
 For alternative betydninger, se The Kiss. (Se også artikler, som begynder med The Kiss)
The Kiss er en amerikansk stumfilm fra 1914.

## Medvirkende
- Patricia Palmer som Alice.
- George Holt som Fred.
- William Desmond Taylor som George Dale.
- Myrtle Gonzalez som Helen.
- Jane Novak som Mazie.